# Diraluk
Diraluk (arab. دیَرةلوك) – miasto w Iraku, w muhafazie Dahuk. W 2009 roku liczyło 38 725 mieszkańców.